# Ospitaletto
Ospitaletto (Öspedalèt in dialetto bresciano) è un comune italiano di 14 962 abitanti della provincia di Brescia in Lombardia. È situato a circa 11 chilometri a ovest del capoluogo.
Sorto come Hospitium tra il VII e l'VIII secolo, luogo in grado di offrire ospitalità a viandanti e viaggiatori che ha dato origine al nome stesso del Comune, dalla metà dell'Ottocento ha subito una pesante trasformazione da borgo agricolo a centro primariamente basato sull'industria metalmeccanica, sull'artigianato e i servizi.
È il secondo comune della provincia per densità abitativa, preceduto soltanto da Brescia.

## Geografia fisica

### Territorio
Il territorio di Ospitaletto è complessivamente omogeneo: esso è interamente pianeggiante risultando compreso tra i 134 e i 165 m s.l.m. e l'unico corso d'acqua che scorre nel paese è la "Seriola di Chiari", canale un tempo utilizzato per l'irrigazione dei campi.
Parte del suo territorio è compreso nei limiti storici della Franciacorta. Il confine meridionale dell'area corrisponde infatti all'ex statale 11 che attraversava il paese tagliandolo a metà.
Confina con Castegnato, Cazzago San Martino, Passirano e Travagliato.
- Classificazione sismica: zona 3 (sismicità bassa)[10], Ordinanza PCM n. 3274 del 20/03/2003

### Clima
Situato nella pianura padana, Ospitaletto ha un clima di tipo subtropicale umido, con inverni rigidi ed estati calde e particolarmente afose.

A causa dell'elevata umidità relativa (in media del 75,1%) è presente il fenomeno della nebbia che si manifesta soprattutto negli ultimi mesi dell'anno, come le frequenti gelate.
La primavera e l'autunno sono le stagioni più piovose, con valori massimi di precipitazioni di 274.9 mm registrati nella seconda. Entrambe le stagioni presentano temperature medie di circa 15 °C.
Le precipitazioni nevose sono abbastanza rare e concentrate nei primi mesi dell'anno.
| Brescia Ghedi (2011)  | Mesi | Mesi | Mesi | Mesi | Mesi | Mesi  | Mesi | Mesi | Mesi  | Mesi | Mesi | Mesi | Stagioni | Stagioni | Stagioni | Stagioni | Anno  |
| Brescia Ghedi (2011)  | Gen  | Feb  | Mar  | Apr  | Mag  | Giu   | Lug  | Ago  | Set   | Ott  | Nov  | Dic  | Inv      | Pri      | Est      | Aut      | Anno  |
| --------------------- | ---- | ---- | ---- | ---- | ---- | ----- | ---- | ---- | ----- | ---- | ---- | ---- | -------- | -------- | -------- | -------- | ----- |
| T. max. media (°C)    | 5    | 10,3 | 13,7 | 22,1 | 25,9 | 26,6  | 28,7 | 31,7 | 28,1  | 19,8 | 11,1 | 7,6  | 7,6      | 20,6     | 29,0     | 19,7     | 19,2  |
| T. media (°C)         | 2,2  | 5,5  | 8,9  | 15,7 | 19,3 | 21,7  | 23,0 | 25,4 | 22,4  | 14,2 | 7,3  | 3,6  | 3,8      | 14,6     | 23,4     | 14,6     | 14,1  |
| T. min. media (°C)    | −0,5 | 0,8  | 4,0  | 9,4  | 12,7 | 16,7  | 17,2 | 19,0 | 16,7  | 8,6  | 3,5  | −0,4 | 0,0      | 8,7      | 17,6     | 9,6      | 9,0   |
| T. max. assoluta (°C) | 10,2 | 15,0 | 20,2 | 30,6 | 31,2 | 32,0  | 33,3 | 36,6 | 32,9  | 28,5 | 17,4 | 11,6 | 15,0     | 31,2     | 36,6     | 32,9     | 36,6  |
| T. min. assoluta (°C) | −5,1 | −4,2 | −4,0 | 4,2  | 9,7  | 14,2  | 12,8 | 14,3 | 10,0  | 2,7  | −2,3 | −6,2 | −6,2     | −4,0     | 12,8     | −2,3     | −6,2  |
| Precipitazioni (mm)   | 36,9 | 87,7 | 93,2 | 16,9 | 53,5 | 163,0 | 67,6 | 2,0  | 106,0 | 84,0 | 85,0 | 22,9 | 147,5    | 163,6    | 232,6    | 275,0    | 818,7 |

- Classificazione climatica: zona E, 2446 GG[11]

## Origini del nome
Secondo il Mazza (1986) il toponimo deriverebbe dal latino hospitale, ovvero casa dell'ospitalità.
Una seconda ipotesi fa derivare il nome da ospitale, probabilmente in riferimento ad un palazzo longobardo chiamato ospitale del Duca

## Storia

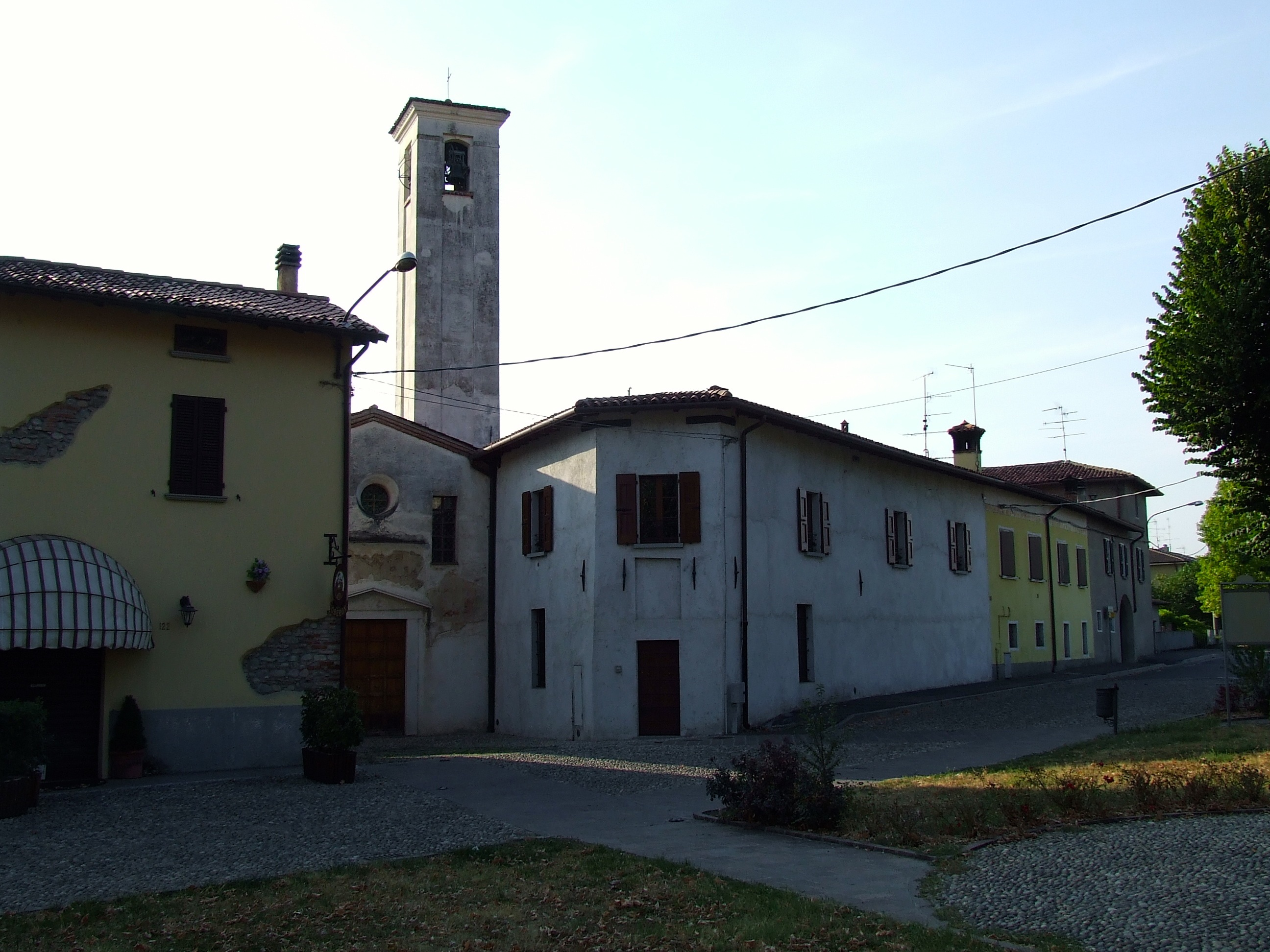
Borgo di Lovernato

Secondo quanto riportato da Mazza (1986), l'attuale centro di Ospitaletto è sorto verso il XIV-XV secolo prevalendo sul precedente nucleo di Lovernato, attualmente (2012) grosso cascinale nella campagna a meridione dell'abitato principale.
Le prime attestazioni di Lovernato risalgono all'807, quando viene citato in un documento un signore longobardo, Dragone di Rodermundo, abitante in Vico Luernaco. In un altro documento, conservato nel Codice diplomatico Sant'Ambrosiano e risalente ai primi anni del IX secolo, è citato un Rodolfo di Biosmondo de vico Luberniaco fine bresciana.

### Epoca romana
Il Guerrini ipotizza che presso Lovernato sorgesse una stazione di cambio sulla consolare Brescia - Bergamo, la quale sarebbe ricordata nell'Itinerario burdigalense come mutatio tetellus, non lontano da Brixia.
Di epoca romana nel territorio di Ospitaletto sono state trovate numerose epigrafi, resti murari, monete del III-IV secolo e tombe di tipo alla cappuccina. Una lapide conservata al Museo della città a Brescia, ricorda il legato di un certo Lucio Vezzo Orsiniano al Collegio dei Seviri per celebrare gli annui parentali in memoria di Clodia Elia Cirilla, sua moglie. Alla Baitella fu ritrovata una lapide che ricorda il seviro Picazio Trofino, mentre in un muro della parte sinistra del presbiterio della chiesa di Lovernato è conservata un'epigrafe di un voto fatto da Tarquinio Alipio nelle mani di Publio.

### Epoca medievale e dominio veneto
La prima attestazione dell'Hospitale S. Jacobi, dedicato a Giacomo di Compostela, protettore dei viandanti, risale all'843, quando il vescovo di Brescia Ramperto ne affidò la giurisdizione al monastero di san Faustino. Nel documento è definito hospitale ducis e hospitale denni, facendo intuire che in epoca longobarda era stato soggetto al Duca di Brescia.
Intorno al 1107, il vescovo Arimanno fondò un nuovo cenobio benedettino (in seguito vallombrosano) alle porte della città di Brescia, nella zona che oggi corrisponde al Villaggio Badia (dal latino abbatia, poi abbadia, deriverebbe appunto il nome del quartiere) e lo intitolò ai santi martiri milanesi Gervasio e Protasio (al Mella). Verso la fine del secolo XII, il vescovo di Brescia trasferì alcuni diritti di esazione da san Faustino Maggiore al neonato monastero: tra questi vi erano anche quelli esercitati sull'ampia area nota come hospitale Denni. Fino al 1979, Ospitaletto serbava il ricordo di questa dipendenza dal cenobio vallombrosano grazie alla presenza di un grosso cascinale posto all'estremità occidentale di via Domenico Ghidoni, chiamato appunto la Badia: esso costituiva uno dei principali possedimenti del monastero sul territorio del comune. Sull'esterno di questa costruzione era murata una lapide datata 1603, commemorativa del restauro voluto e realizzato dal veneziano monsignor Giovanni Emo, abate commendatario dell’abbazia del Mella e in seguito vescovo della città di Bergamo (1611-1622).
Il paese viene menzionato come Comune per la prima volta nel 1369, a causa di una disputa tributaria con il Comune di Passirano. In quel periodo faceva parte dei territori viscontei ed era governato dal Sindaco Giovanni da Offlaga.
Altri riferimenti si hanno quando il comune viene citato nell'Estimo Visconteo del 1385 come Hospedaleto e appartenente alla quadra di Rovato. Secondo quanto riportato da Mazza (1986), il Guerrini afferma che il prevalere di Ospitaletto su Lovernato fu il frutto di repentini avvenimenti, tuttavia Mazza confuta tale tesi riportando varie testimonianze che rivelano il persistere di una comunità a Lovernato con proprie istituzioni almeno fino al XVII secolo.
Nel corso del XV secolo passò, come tutto il territorio bresciano, alla Repubblica di Venezia che inserì il comune all'interno della quadra di Travagliato. Giovanni Da Lezze nel suo Catastico Bresciano (1610) oltre ad elencare il numero di abitanti e di case e a dare un giudizio qualitativo sulle terre, avverte che metà dei proprietari terrieri risiedeva a Brescia, mentre l'altra metà abitava in paese.
Nel 1630, il paese fu colpito dalla peste, giunta da Palazzolo e che sterminò buona parte della popolazione, passando così dai 1 500 abitanti riportati nel 1610 ai 1058 residenti del 1658.
Nel 1687, la comunità chiese al Doge il permesso di costruire una nuova chiesa parrocchiale, che fu completata nel 1720.

### Dominio napoleonico e asburgico
Con l'occupazione napoleonica del territorio bresciano (1796), la successiva istituzione dell'effimera Repubblica Bresciana (marzo 1797) e il suo incorporamento all'interno del Dipartimento del Mella della Cisalpina (novembre 1797) il comune di Ospitaletto fu inserito nel cantone di Garza occidentale. Nel maggio 1798, fu poi inserito nel Distretto di Garza occidentale. Dopo la riforma amministrativa della seconda repubblica Cisalpina (maggio 1801) fu assegnato invece al Distretto I di Brescia e in tale veste si mantenne con il passaggio alla napoleonica Repubblica Italiana.
Con l'avvento del Regno d'Italia, vi fu una nuova riforma amministrativa: il comune fu definito di terza classe e fu inserito all'interno del cantone II di Brescia appartenente al Distretto I, avente medesimo capoluogo, sempre del Dipartimento del Mella.
Nel 1810 ottenne il territorio dei soppressi comuni di Paderno e Castegnato, ricevendo inoltre la contrada di Borbone, appartenuta in precedenza a Rodengo.
Dopo il Congresso di Vienna (1815), il comune di Ospitaletto perdette le acquisizioni territoriali napoleoniche e fu assegnato, come tutto il territorio bresciano, al Regno Lombardo-Veneto retto dagli Asburgo. Fu capoluogo del Distretto II della provincia di Brescia, disponendo quindi di un ufficio postale.
Nel 1854 fu raggiunto dalla ferrovia Coccaglio – Verona, la stazione di Ospitaletto-Travagliato fu aperta tuttavia tre anni dopo.

### Dopo l'Unità
A seguito degli eventi della seconda guerra d'indipendenza italiana (1859), il comune entrò a far parte della nuova provincia di Brescia del Regno di Sardegna, che nel 1861 divenne Regno d'Italia. Con il Decreto Rattazzi divenne capoluogo del Mandamento VI appartenente al Circondario I di Brescia, mentre l'amministrazione fu affidata ad un sindaco, coadiuvato da una giunta e dai consiglieri.
Nei decenni successivi all'Unità, il paese divenne centro produttore di seta con l'apertura delle filanda Serlini che a cavallo dei secoli XIX e XX occupò fino a 1 200 persone. Nel 1885, l'energia elettrica fu impiegata per la prima volta in provincia di Brescia dal calzificio Corrado Forster e C..
Nel 1923 fu soppresso il Mandamento, mentre nel 1926 l'amministrazione fu affidata ad un Podestà. Durante la seconda guerra mondiale furono attive in paese le Brigate Fiamme Verdi. Nel 1946, l'amministrazione fu riconsegnata ad un sindaco, ad una giunta e ad un consiglio eletti dai cittadini.

### Simboli
Lo stemma comunale si blasona:
Il gonfalone è un drappo partito di verde e di bianco.

## Monumenti e luoghi d'interesse

### Chiesa di San Giacomo Maggiore
È la chiesa parrocchiale. Edificata a partire dal 1687 e consacrata nel 1720, è dedicata a san Giacomo apostolo, al quale era dedicata in precedenza l'ospizio per i viaggiatori e la precedente parrocchiale.
La fabbrica è di stile tardo cinquecentesco con un vano unico e volta a botte comprendente navata e presbiterio. La facciata è adornata di statue di stile calegaresco. L'interno presenta sette altari: alcuni in stile barocco, altri in stile neoclassico. La pala dell'altare maggiore raffigura il Martirio di san Giacomo ed è opera di Antonio Paglia. È presente una Pietà del Romanino, secondo Mazza (1986) pala originaria della precedente parrocchiale, la quale è incastonata all'interno di una tela più grande ad opera di Antonio Gandino e dedicata alla Resurrezione di Cristo. Un'altra tela, infine, raffigura i santi Fermo e Rustico, opera di Giuseppe Tortelli. Il Paglia ha infine dipinto la Natività di un altare laterale.

### Altre architetture religiose
- Chiesa di San Rocco (XVI secolo);[31]

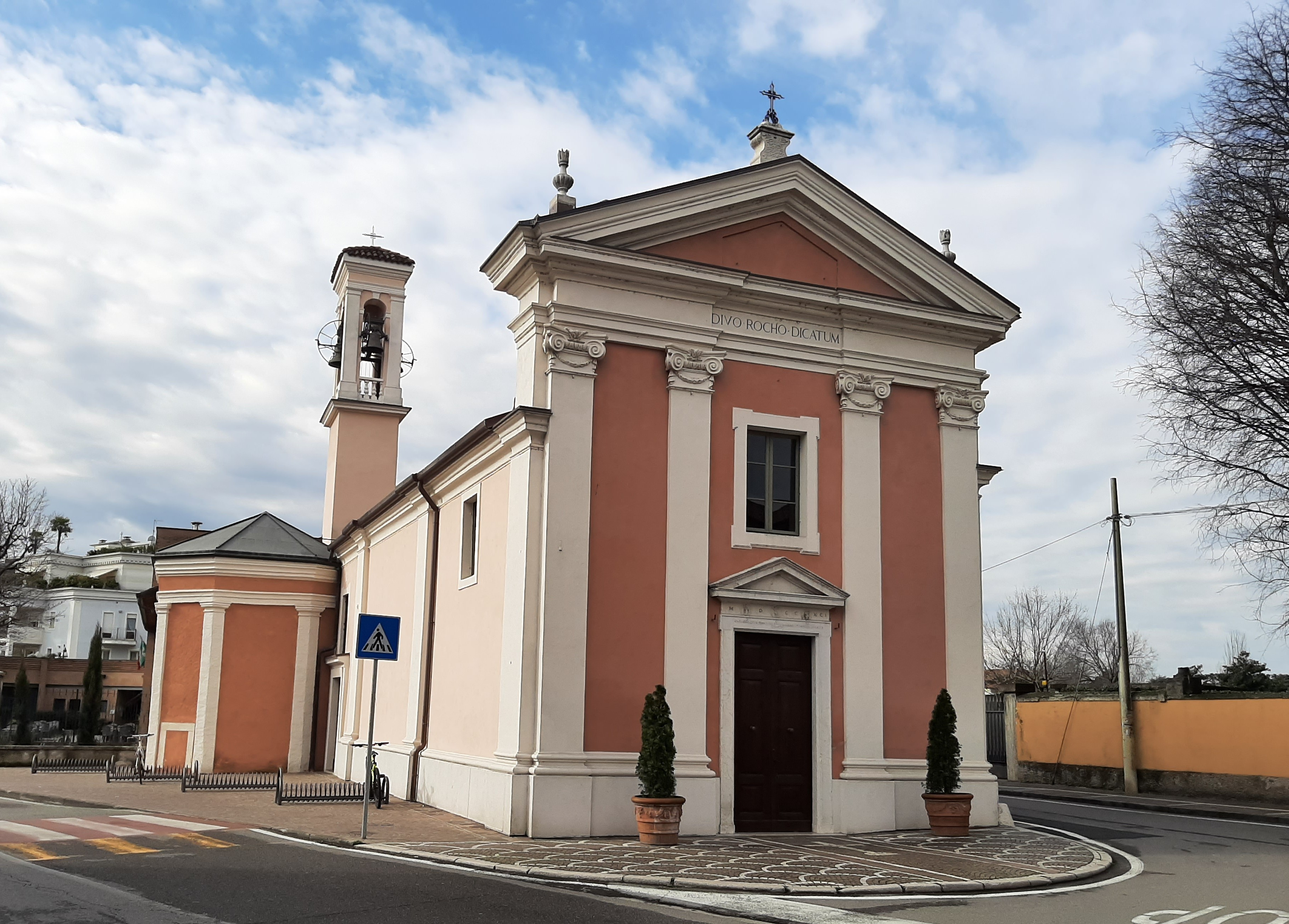
Chiesa di San Rocco

- Chiesa di Santa Maria (XV secolo), posta nella frazione Lovernato.[32]

## Società

### Evoluzione demografica
Abitanti censiti

### Etnie e minoranze straniere
I cittadini stranieri residenti ad Ospitaletto sono 2 422, e rappresentano il 16,9% della popolazione totale. Sono così suddivisi per nazionalità (vengono indicati soltanto i dati superiori alle 50 unità):
| Nazionalità | Residenti |
| ----------- | --------- |
| Romania     | 421       |
| Pakistan    | 410       |
| Marocco     | 190       |
| Senegal     | 179       |
| Ghana       | 159       |
| Albania     | 156       |
| India       | 136       |
| Ucraina     | 92        |
| Egitto      | 79        |
| Cina        | 67        |
| Moldavia    | 64        |

## Cultura

### Biblioteche

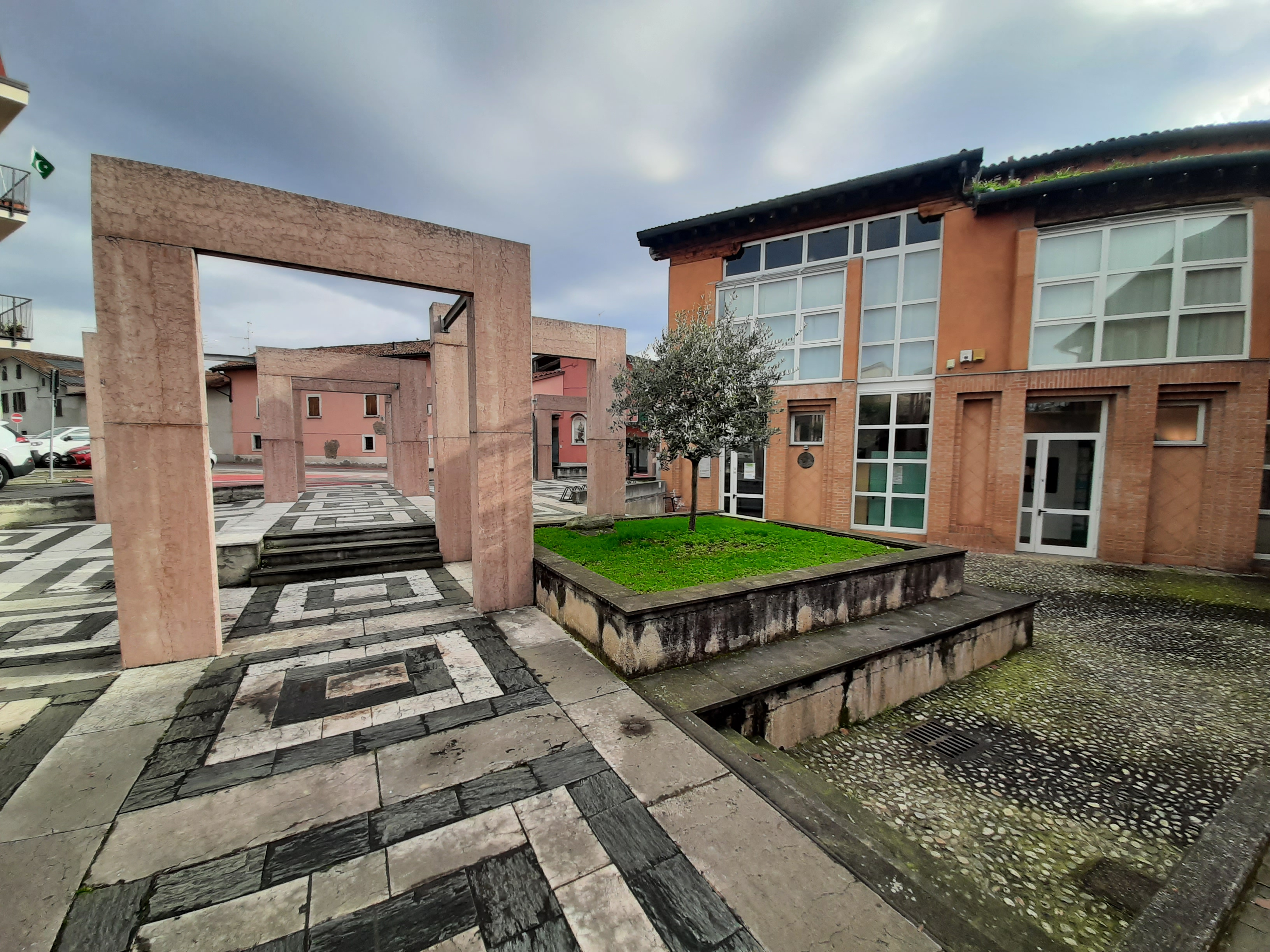
Biblioteca Comunale Papa Paolo VI

È attiva sul territorio una biblioteca comunale, associata al Sistema Bibliotecario Sud Ovest Bresciano e che accoglie circa 24.000 volumi.

### Scuole
Ospitaletto dispone di un istituto comprensivo, che ha permesso di riunire in un unico polo le principali strutture scolastiche:
- Scuola dell'infanzia statale "G. Tovini"
- Scuola primaria "A. Canossi"
- Scuola secondaria di 1º grado "D. Ghidoni"

È frequentato da 1411 alunni, con una percentuale di stranieri del 16%.
Nell'insieme il Comune dispone di tre scuole dell'infanzia pubbliche.

### Musei

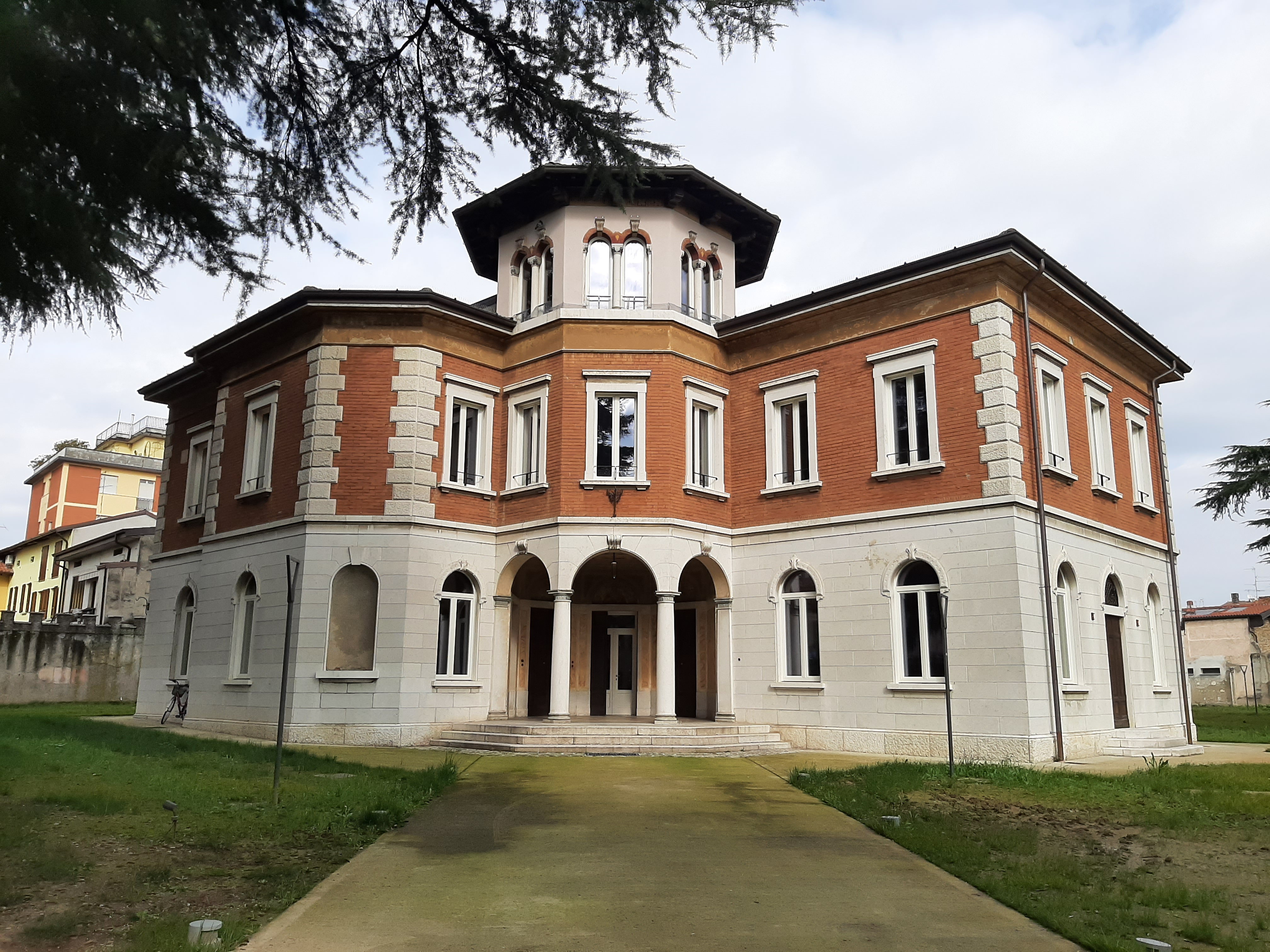
Museo Domenico Ghidoni

Nel 2023 è stato inaugurato il Museo Domenico Ghidoni nell'ex Villa Presti, dove sono conservate le opere dello scultore Domenico Ghidoni, originario di Ospitaletto.

## Geografia antropica

### Urbanistica
Nel corso degli anni, grazie ad un processo di urbanizzazione dovuto ad un grande incremento economico, i terreni coltivati sono stati gradualmente sostituiti da abitazioni e grandi fabbriche.

## Economia

### Industria
I primi centri industriali sorsero ad Ospitaletto a partire dalla seconda metà dell'Ottocento: erano per lo più legati alla produzione della seta e alla lavorazione delle fibre tessili. Diverse filande e calzifici sorsero nel paese offrendo anche un certo benessere, date le paghe mediamente più alte rispetto a quelle delle aziende concorrenti della provincia.
Degna di menzione è la Filanda Serlini, che al tempo impegnava circa 1200 operai, considerando i diversi stabilimenti.
Nei primi anni settanta del XX secolo vennero edificati gli stabilimenti siderurgici che oggi operano sul territorio, si ricordano in particolare le aziende Stefana S.p.A., Ferrosider S.p.A. e ASO Siderurgica, impegnate nella produzione di acciai e semilavorati.
Ospitaletto è anche sede di Sabaf S.p.A., azienda di rilevanza internazionale specializzata nella produzione di componenti per il settore degli apparecchi per la cottura a gas e quotata presso la Borsa valori di Milano (Borsa Italiana: SAB).
Altra realtà industriale da annoverare nel panorama ospitalettese è la Gnutti Transfer S.p.A. (fondata nel 1955 come Officine di Ospitaletto Gnutti) che opera con successo nel settore delle macchine transfer pluriutensile.

## Infrastrutture e trasporti

### Strade
Il territorio comunale è attraversato dall'ex strada statale 11 Padana Superiore, divenuta strada provinciale che aggira a meridione il centro storico sotto forma di circonvallazione. In direzione est e verso il confinante comune di Castegnato la strada si connette alla Tangenziale Sud di Brescia.
Ospitaletto è anche servito dal casello omonimo sull'Autostrada A4, situato nella zona confinante a nord col comune di Passirano. Nelle vicinanze è presente il raccordo che collega il casello alla strada provinciale 19, che da Concesio prosegue verso i comuni della bassa bresciana.

### Ferrovie

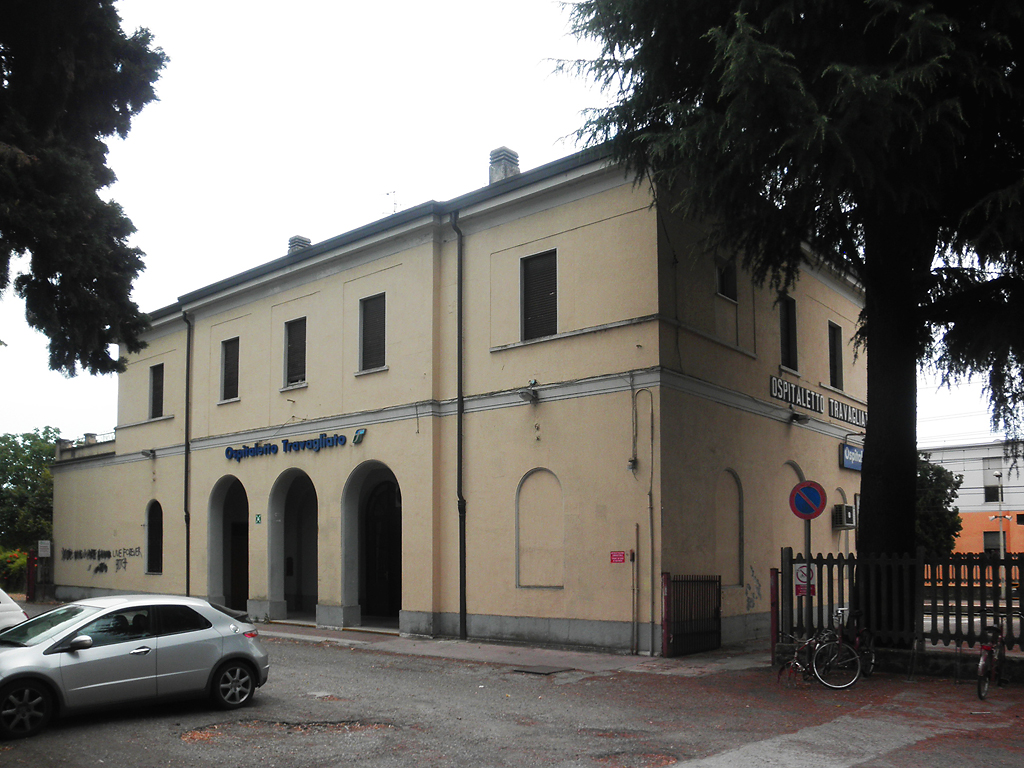
Il fabbricato viaggiatori della stazione di Ospitaletto-Travagliato

Il territorio è attraversato dal tratto comune alle linee ferroviarie Milano-Venezia e Lecco-Brescia ed è servito dalla stazione di Ospitaletto-Travagliato, situata nelle vicinanze di Lovernato.

### Mobilità interurbana
Il comune è servito da tre linee extraurbane le quali sono esercite dal consorzio Trasporti Brescia Sud, composto dalla SIA Autoservizi, SAIA Trasporti e APAM Esercizio:
- Brescia-Paratico
- Brescia-Rovato-Palazzolo/Chiari
- Brescia-Clusane

## Amministrazione
| Periodo          | Periodo          | Primo cittadino    | Partito | Carica  | Note |
| ---------------- | ---------------- | ------------------ | ------- | ------- | ---- |
| 26 maggio 1945   | 12 luglio 1945   | Aldo Sussarello    |         | Sindaco |      |
| 12 luglio 1945   | 4 aprile 1946    | Mario Sigismondi   |         | Sindaco |      |
| 4 aprile 1946    | 9 febbraio 1952  | Angelo Belometti   |         | Sindaco |      |
| 9 febbraio 1952  | 20 novembre 1960 | Vitale Baresi      |         | Sindaco |      |
| 20 novembre 1960 | 24 maggio 1967   | Luigi Corbetta     |         | Sindaco |      |
| 24 maggio 1967   | 3 luglio 1975    | Giuseppe Marchetti |         | Sindaco |      |
| 3 luglio 1975    | 28 marzo 1984    | Giuseppe Taini     |         | Sindaco |      |
| 28 marzo 1984    | 6 maggio 1990    | Agnese Baresi      | DC      | Sindaco |      |
| 6 maggio 1990    | 25 aprile 1995   | Roberto Bonomi     | DC      | Sindaco |      |

Di seguito l'elenco dei sindaci eletti direttamente dai cittadini (dal 1995):
| Periodo          | Periodo          | Primo cittadino           | Partito            | Carica      | Note          |
| ---------------- | ---------------- | ------------------------- | ------------------ | ----------- | ------------- |
| 24 aprile 1995   | 4 luglio 1996    | Luigi Pasini              | L'Ulivo            | Sindaco     |               |
| 4 luglio 1996    | 18 novembre 1996 | Rinaldo Argentieri        |                    | Commissario |               |
| 18 novembre 1996 | 14 maggio 2001   | Luigi Pasini              | L'Ulivo            | Sindaco     |               |
| 14 maggio 2001   | 16 maggio 2011   | Giorgio Prandelli         | Casa delle Libertà | Sindaco     |               |
| 16 maggio 2011   | 16 dicembre 2011 | Giovanni Battista Sarnico | PD                 | Sindaco     |               |
| 16 dicembre 2011 | 29 ottobre 2012  | Antonio Naccari           |                    | Commissario | [ 50 ]        |
| 29 ottobre 2012  | 15 maggio 2023   | Giovanni Battista Sarnico | PD                 | Sindaco     | [ 52 ] [ 53 ] |
| 15 maggio 2023   | in carica        | Laura Trecani             | FdI-Lega-FI        | Sindaco     |               |

## Sport
La principale squadra di calcio del paese, l'Ospitaletto, vanta decine di stagioni nei campionati professionistici.
Sono stati ottenuti successi anche nel tennis, nel karate, nel ciclismo e nel rugby (con la prima squadra militante in serie B dal 2003 al 2005).
La squadra di rugby è il Rugby Ospitaletto, iscritta alla Federazione Italiana Rugby con un'ottima attività giovanile, i colori sociali sono il rosso e il nero.
La squadra di pallavolo maschile nei primi anni 2000 ha partecipato al  campionato nazionale di B2 maschile. L'attuale squadra di pallavolo femminile milita nel campionato nazionale di B1 (terza serie nazionale)